# Ден Берн
Ден Берн (англ. Dan Burn, нар. 9 травня 1992, Блайт) — англійський футболіст, захисник клубу «Ньюкасл Юнайтед».
Виступав, зокрема, за клуби «Фулгем» та «Віган Атлетік».

## Ігрова кар'єра
У дорослому футболі дебютував 2009 року виступами за команду «Дарлінгтон», в якій провів два сезони, взявши участь у 13 матчах чемпіонату. 
Своєю грою за цю команду привернув увагу представників тренерського штабу клубу «Фулгем», до складу якого приєднався 2011 року.
Протягом 2012—2013 років захищав кольори клубу «Йовіл Таун» на правах оренди.
2013 року приєднався на правах оренди до складу «Бірмінгем Сіті», де провів наступний рік своєї кар'єри гравця.  Більшість часу, проведеного у складі «Бірмінгем Сіті», був основним гравцем захисту команди.
З 2016 року два сезони захищав кольори клубу «Віган Атлетік». Граючи у складі «Віган Атлетік» також здебільшого виходив на поле в основному складі команди.
До складу клубу «Брайтон енд Гоув» приєднався 2018 року. Станом на 13 січня 2021 року відіграв за клуб з Брайтона 43 матчі в національному чемпіонаті.

## Титули і досягнення

### Клубні
- Переможець Першої Футбольної ліги (1):

«Віган Атлетік»: 2017-18
- Володар Кубка Футбольної ліги (1):

«Ньюкасл Юнайтед»: 2024-25